# Mensáros László-díj
A Mensáros László-díj, 1993-ban alapított elismerésben évente azok a művészek részesülhetnek, akik drámai művek színházi megjelenítésében, filmekben, hangjátékokban kiemelkedő teljesítményt nyújtottak. Az alapítók között olyan ismert személyiségek voltak, mint Mádl Ferenc, Ránki Dezső, Tolnay Klári, Törőcsik Mari, Szörényi Éva, Gulyás Dénes, Hűvösvölgyi Ildikó és Gór Nagy Mária. Az első kitüntetett, 1994-ben Gálffi László volt.

## A díjról és az alapítványról
A díjat adományozó Mensáros László Alapítványt 1993-ban – az abban az évben elhunyt művész emlékének ápolására, – Hexendorf Edit irodalomtörténész hozta létre. Kutas László szobrászművész az emlékplakett elkészítését adományként ajánlotta fel az alapítvány támogatására.
A Mensáros László Alapítvány a plakettel (emlékéremmel) és pénzjutalommal járó díjat a Mensáros László szellemiségéhez közelálló, elsősorban fiatal színművészek támogatására adják át. Az átadásra a halála február 7-ei évfordulóját követő időszakban, a művész pályájának három fontos állomása egyikén kerül sor: vagy a fővárosi Madách Színházban – illetve a Madách Kamara színházban (ma Örkény István Színház) – vagy a debreceni Csokonai Színházban, vagy pedig a szolnoki Szigligeti Színházban.
A névadó emlékének ápolására az alapítvány 2001-ben „Mensáros László élete és pályafutása, 1926-1993” címmel emlékkönyvet adott ki, majd 2010-ben megjelentette a művész naplóit is.
Ezen felül az alapítvány további feladata a Mensáros László szereplésével készült felvételek megőrzése, karbantartás és időnkénti közvetítésének  lehetőségére az illetékes szervektől, illetve olyan előadó-művészeti rendezvények, gyermekek körében tartott versenyek támogatása, amelyeknek szerepe lehet a magyar színházi kultúra nemes hagyományainak továbbörökítésében.
Az alapítvány kuratóriuma 1994-ben: Vámos László elnök, Hexendorf Edit titkár, valamint többek között Berényi Gábor, Dunai Tamás, Esztergályos Károly, Görgey Gábor, Gyurkovics Tibor, Huszti Péter, Németh G. Béla, Pécsi Ildikó voltak.

## A díjazott művészek
- 1994 - Gálffi László
- 1995 - Ráckevei Anna
- 1996 - Mácsai Pál
- 1997 - Pápai Erika
- 1998 - Agócs Judit
- 1999 - Oláh Zsuzsa
- 2000 - Dunai Tamás
- 2001 - Őze Áron
- 2002 - Für Anikó
- 2003 - Huszárik Kata
- 2004 - Trill Zsolt
- 2005 - Kerekes Éva
- 2006 - Hámori Gabriella
- 2007 - Újhelyi Kinga
- 2008 - Ifj. Jászai László
- 2009 - Bíró Kriszta
- 2010 - Varga József[1]
- 2011 - Molnár Nikoletta
- 2012 - Polgár Csaba
- 2013 - Szandtner Anna
- 2014 - Olt Tamás[2]
- 2015 - Takács Nóra Diána[3]
- 2016 -
- 2017 - Csikos Sándor, Janka Barnabás, Kovács András[4]